# An tèt ou sa yé !
Albums de Lord Kossity
Everlord
(2000)
An tèt ou sa yé ! est le premier album du musicien français Lord Kossity, sorti en 1997 uniquement aux Antilles sur son propre label Killko Records. L'album a été réédité en France en 1998 sur le même label sous le nom L.K. 1: VersaStyle.

## Liste des titres
| No  | Titre                                        | Durée |
| --- | -------------------------------------------- | ----- |
| 1.  | An tèt ou sa yé !                            | 3:58  |
| 2.  | Pamela                                       | 3:49  |
| 3.  | Reurti                                       | 3:29  |
| 4.  | Vanity (feat. John McLean)                   | 4:04  |
| 5.  | Jojo                                         | 4:06  |
| 6.  | La Vi'a (feat. Anka Joseph-Rose)             | 3:59  |
| 7.  | Garde la tête haute (feat. Anka Joseph-Rose) | 3:59  |
| 8.  | Jambe pak la                                 | 4:03  |
| 9.  | Hypocrites (feat. John McLean)               | 4:08  |
| 10. | Au nom du père                               | 3:09  |
| 11. | Une fois dehors (feat. Daddy Mory)           | 3:58  |
| 12. | Lâche ton micro                              | 5:57  |
| 13. | Skettle                                      | 4:07  |
| 14. | Je lâche pas (feat. Doudou Masta)            | 5:30  |